# Atylotus duplex
Atylotus duplex är en tvåvingeart som först beskrevs av Walker 1854.  Atylotus duplex ingår i släktet Atylotus och familjen bromsar. Inga underarter finns listade i Catalogue of Life.